# Pterolophia bicoloriantennata
Pterolophia bicoloriantennata är en skalbaggsart som beskrevs av Stefan von Breuning 1977. Pterolophia bicoloriantennata ingår i släktet Pterolophia och familjen långhorningar.
Artens utbredningsområde är Gabon. Inga underarter finns listade i Catalogue of Life.